# Canarium grandifolium
Canarium grandifolium är en tvåhjärtbladig växtart som först beskrevs av Henry Nicholas Ridley, och fick sitt nu gällande namn av Herman Johannes Lam. Canarium grandifolium ingår i släktet Canarium och familjen Burseraceae. Inga underarter finns listade i Catalogue of Life.